# Grabienice
Grabienice – wieś w Polsce położona w województwie wielkopolskim, w powiecie konińskim, w gminie Rzgów.
W latach 1954–1957 wieś należała i była siedzibą władz gromady Grabienice, po jej zniesieniu w gromadzie Rzgów. W latach 1975–1998 miejscowość administracyjnie należała do województwa konińskiego.
We wsi znajduje się gotycki kościół pw. św. Katarzyny Aleksandryjskiej z 1597 roku, jednostka Ochotniczej Straży Pożarnej oraz Szkoła Podstawowa im. Jana Brzechwy z 1917 roku. 

## Historia
Miejscowość pod zlatynizowaną nazwą Grabienische wymieniona jest w łacińskim dokumencie wydanym w Gnieźnie w 1283 roku sygnowanym przez króla polskiego Przemysła II. Była własnością klasztoru w Lądzie. Później stanowiła własność szlachecką. 